# Mudvayne
Mudvayne é um quarteto de metal de Peoria, Illinois formado em 1996.

## História
Mudvayne consistia em Chad Lee Gray nos vocais, Greg Tribbett na guitarra, Ryan Martinie no baixo e Matthew McDonough na bateria.
A banda começou em Peoria, Illinois em 1996. Dois anos mais tarde, o baixista original, Shawn Barclay, saiu da banda em busca de outros interesses. Foi então que Ryan Martinie se juntou como o novo baixista e então a banda Mudvayne foi criada.
Desde o começo, a banda estava determinada a tocar pelas suas próprias regras. "Se você é uma banda do meio-oeste, você toca covers de outras músicas ou você não ganha dinheiro", disse Chad Gray. "Nós nos recusamos a tocar covers porque estávamos mais interessados em achar nossa própria voz ao invés de emular a de outra pessoa".
A dedicação da banda em criar sua própria e singular visão musical foi recompensada em 1999 quando assinaram com a Epic Records da Sony. Um ano mais tarde, o primeiro álbum da banda, L.D. 50 foi lançado. Mudvayne viu que o número de seus fãs crescia enquanto iam tocando em festivais como Tattoo the Earth com Disturbed. Mudvayne atravessou o país novamente quando tocou no segundo palco do Ozzfest em 2001.
Em 2002, Mudvayne lançou seu segundo álbum de estúdio intitulado The End of All Things to Come, tendo a banda mudado sua aparência em certos aspectos e também seguido em uma direção musical diferente da ouvida no primeiro disco. Um álbum conceitual baseado nos signos do zodíaco, teve um som mais cru e abriu novos caminhos para a banda, lançando singles como "Not Falling" (trilha do filme Ghost Ship) e "World So Cold", e de certo modo, já mostrando a sonoridade que a banda seguiria daí para a frente. O uso de maquiagem e adereços foi se distanciando da imagem da banda com o tempo.
Três anos depois, a banda lança em 2005, Lost and Found. O terceiro disco da carreira, vem com timbres mais limpos, maior diversidade musical, emprego mais frequente de melodias, e outros aspectos que fixaram a direção que a banda já vinha trilhando. O álbum teve três singles, "Determined", "Happy?" e "Forget to Remember", o último tendo aparecido na trilha sonora do filme Saw II.
Em 2008, a banda lançou seu quarto álbum de estúdio, The New Game. Este incorpora mais elementos do rock clássico, com solos e riffs mais distintos, também é mais melódico que os outros lançamentos anteriores. The New Game teve três singles principais, "Dull Boy", "Do What You Do" e "A New Game".
A música "Determined" do álbum Lost And Found de 2005, faz parte da trilha sonora do jogo Need For Speed Underground 2.
Em 2021 12 anos após seu último show, o icônico grupo de Heavy Metal anunciou que irá se reunir para apresentações que devem acontecer nos Estados Unidos os festivais "Inkcarceration festival, Louder Than Life, Aftershock e Welcome To Rockville" .

## Membros
- Chad Gray - vocal (1996–presente)
- Greg Tribbett - guitarra (1996–presente)
- Ryan Martinie - baixo (1999–presente)
- Matthew McDonough - bateria (1996–presente)

### Ex-membros
- Shawn Barclay - baixo (1996-1998)

## Discografia
| - 2000 - L.D. 50 - 2002 - The End of All Things to Come 1. Silenced 03:03 2. Trapped in the Wake of a Dream 04:41 3. Not Falling 04:03 4. (Per)Version of a Truth 04:40 5. Mercy, Severity 04:54 6. World So Cold 05:36 7. The Patient Mental 04:38 8. Skrying 05:38 9. Solve et Coagula 02:48 10. Shadow of a Man 03:54 11. 12.97.24.99 00:11 12. The End of All Things to Come 03:00 13. A Key to Nothing 05:07 - 2005 - Lost And Found 1. Determined 02:39 2. Pushing Through 03:28 3. Happy? 03:36 4. IMN 05:51 5. Fall into Sleep 03:51 6. Rain.Sun.Gone 04:36 7. Choices 08:05 8. Forget to Remember 03:35 9. TV Radio 03:26 10. Just 03:00 11. All That You Are 06:11 12. Pulling the String 05:05 - 2008 - The New Game 1. Fish Out of Water 2. Have It Your Way 3. A New Game 4. Dull Boy 5. Do What You Do 6. The Hate in Me 7. Scarlet Letters 8. Same Ol' 9. Never Enough 10. A Cinderella Story 11. We the People - 2009 - Mudvayne 1. Beautiful and Strange 05:03 2. 1000 Mile Journey 05:57 3. Scream with Me 02:52 4. Closer 03:21 5. Heard It All Before 06:05 6. I Can't Wait 03:03 7. Beyond the Pale 04:47 8. All Talk 02:53 9. Out to Pasture 05:47 10. Burn the Bridge 03:36 11. Dead Inside 04:55 - 2001 - The Beginning of All Things to End 1. Poop Loser 1:22 2. Seed 3:27 3. Cultivate 4:18 4. Some Assembly Required 2:47 5. I.D.I.O.T. 3:38 6. Central Disposal 3:17 7. Coal 5:04 8. Fear 4:43 9. Dig (Future Evolution Remix) 5:42 10. Dig (Everything And Nothing Remix) 4:57 11. L.D. 50 - 2007 - By The People, For The People 1. Dig (Live) 2. Silenced (Demo) 3. Dull Boy 4. Death Blooms (Demo) 5. Fall Into Sleep (Demo) 6. Not Falling (Demo) 7. -1 (Live) 8. Happy (Demo) 9. (Per) Version of a Truth (Demo) 10. World So Cold (Live) 11. On the Move 12. Goodbye 13. Skrying (Demo) 14. All That You Are (Demo) 15. Forget to Remember (Acoustic) 16. King of Pain - 1997 - Kill, I Oughtta 1. Poop Loser 01:22 2. Seed 03:29 3. Cultivate 04:19 4. Some Assembly Required 02:48 5. I.D.I.O.T 03:39 6. Central Disposal 03:19 7. Coal 05:04 8. Fear 04:54 - 2003 - Live Bootleg 1. Internal Primates Forever 04:37 2. -1 04:14 3. Silenced 02:55 4. World So Cold 05:50 5. Cradle 05:24 6. Dig 02:36 - 2001 - Dig - 2002 - Live Dosage 50 - Live In Peoria - 2003 - Not Falling - 2004 - All Access To All Things | - Dig (2000) - Death Blooms (2000) - Nothing To Gein (2000) (Não lançado) - Not Falling (Versão A) (2002) (trilha sonora do filme Navio fantasma) - Not Falling (Versão B) (2002) - Not Falling (Versão C) (2002) (Conhecido por alguns como: Ice Version) - World So Cold (2002) - IMN (2005) - Determined (2005) - Happy? (2005) - Forget To Remember (2005) (clipe do filme Jogos mortais) - Fall Into Sleep (2005) - Dull Boy (2007) - Do What You Do (2008) - A New Game (2009) - Scream With Me (2010) - Beautiful And Strange (2010) - Heard It All Before (2010) |